# Gunnar Björne
Björn Gunnar Björne, född 16 oktober 1933 i Uppsala, är en svensk jurist.
Björne avlade juris kandidatexamen vid Stockholms högskola 1958. Efter tingstjänstgöring blev han kammarrättsfiskal 1961 och kammarrättsråd i den nybildade kammarrätten i Göteborg 1972. Han blev sakkunnig i Finansdepartementet 1964, utnämndes till kansliråd 1972 och blev departementsråd i Budgetdepartementet 1976. Björne var regeringsråd 1979–1982 och 1984–2000, varav åren 1996–2000 som ordförande i Regeringsrätten. Han tilldelades Hans Majestät Konungens medalj i tolfte storleken med kedja 2004.
Gunnar Björne var son till regeringsrådet Hilding Björne.